# محمد ديا
محمد ديا (بالفرنسية: Mohamed Dia)‏ هو مصمم أزياء مالي، ولد في 7 أغسطس 1973 في إيل دو فرانس في فرنسا.